# Peshawar
Peshawar (hindko پِسور; urdú: پشاور; paixtu: پښور) és una ciutat del Pakistan que al darrer cens (1998) tenia 910.807 habitants (més 68.740 de Peshawar Cantonment i 3.269 de Peshawar University) i una superfície de 86 km²; l'àrea urbana té prop d'un milió i mig d'habitants, a l'entorn d'1.400.000 habitants; la població el 1881 era de 79.982, el 1891 de 54.191 i el 1901 de 95.147 habitants (21.804 als cantonments). Està situada al nord del país, a l'est del pas de Khyber. És la capital de les tribus paixtus pakistaneses, de la província de la Frontera del Nord-oest, del districte de Peshawar i del tehsil de Peshawar (i ho va ser de la divisió de Peshawar).

## Govern local

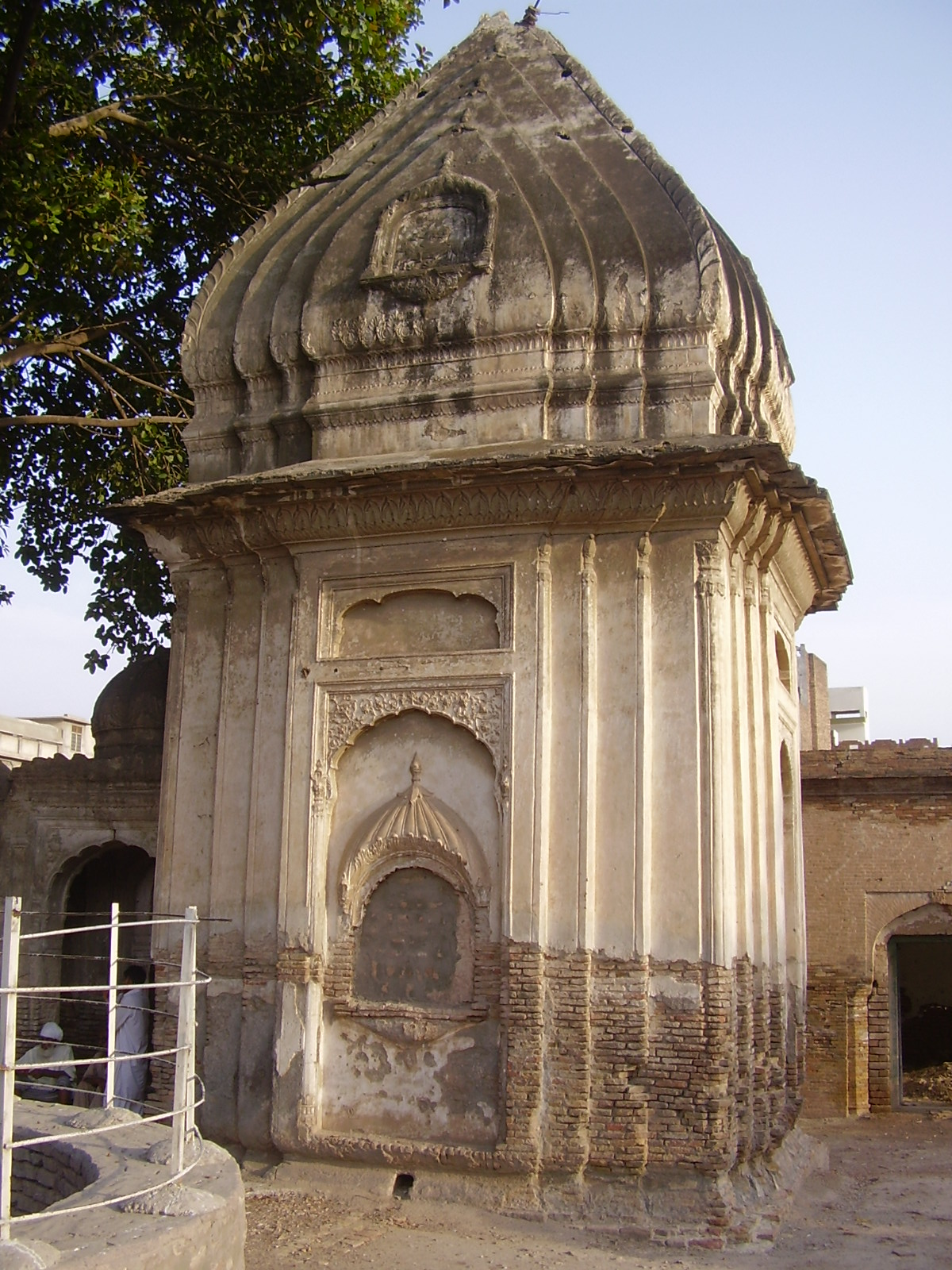
Una de les universitats

Està format per 25 Union Councils amb les següents poblacions principals:
- Pasanni پاسنى
- Mattani متنی
- Adezai
- Badaber
- Bahadar Kaly [Da Rahman Baba Kaly]
- Mathra
- Sardaryab
- Gulbela
- Tekhal
- Pawakka
- Danish Abad
- Chargano chowk
- Mohmand colony
- Urmar payan
- Hazar khawni
- Momin town

La Peshawar Development Authority (PDA) és l'organisme encarregat del desenvolupament de la ciutat i la construcció de carreteres, parcs i jardins.

## Universitats

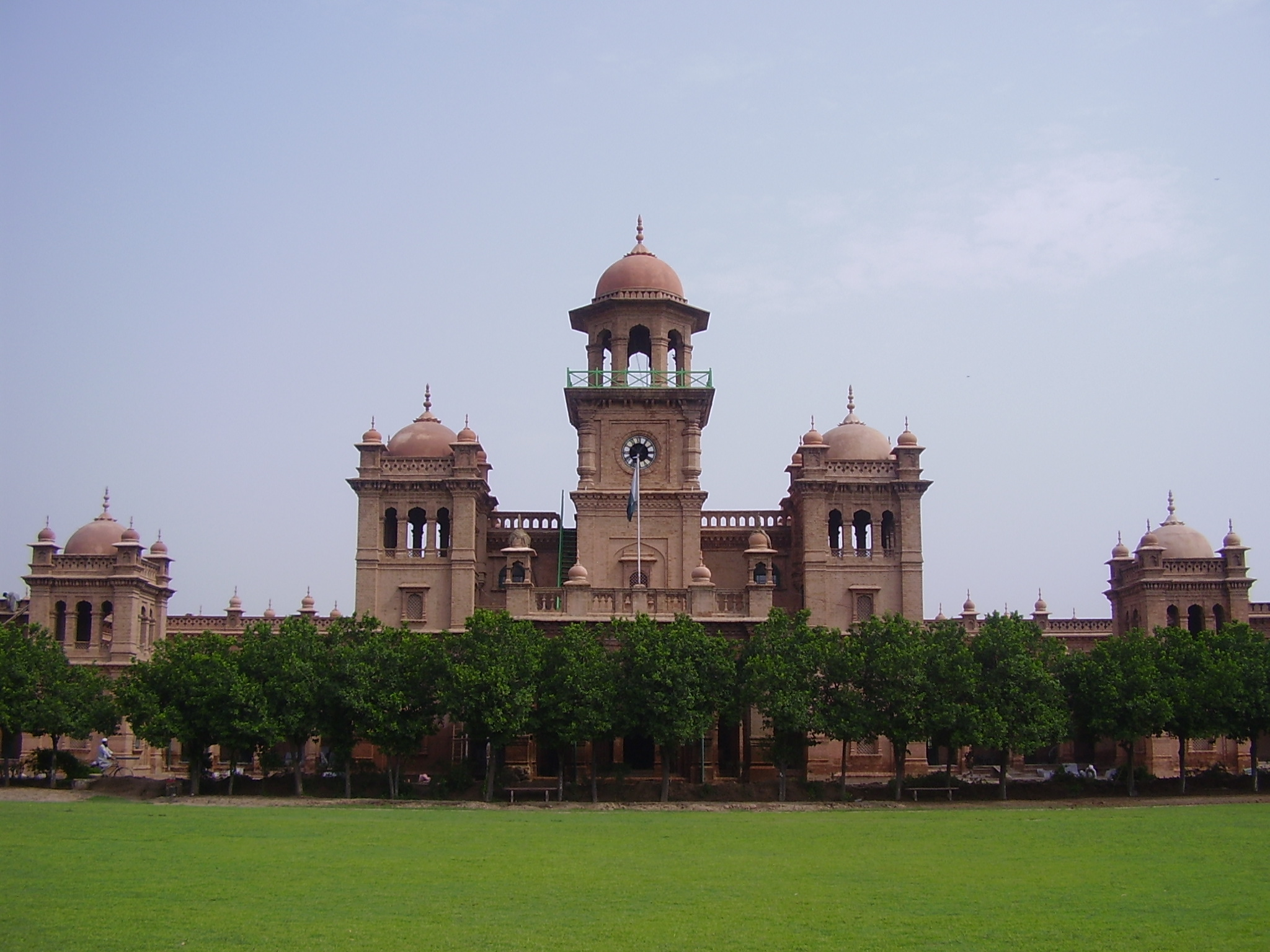
Una de les universitats

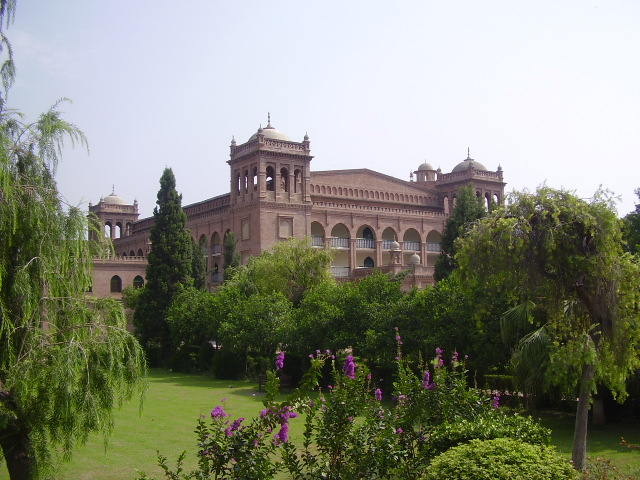
Bloc d'una universitat

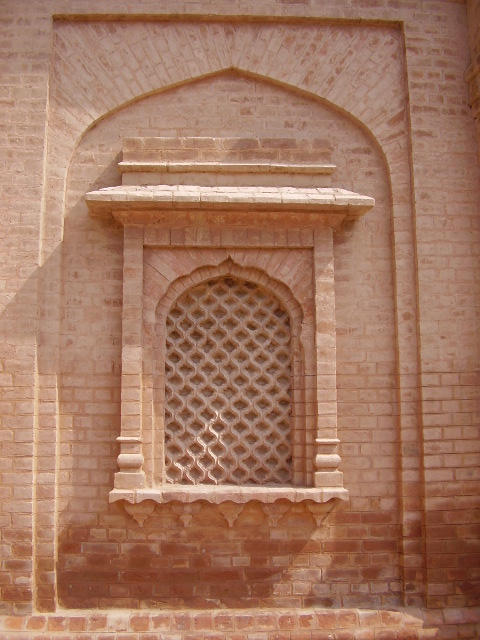
Universitat

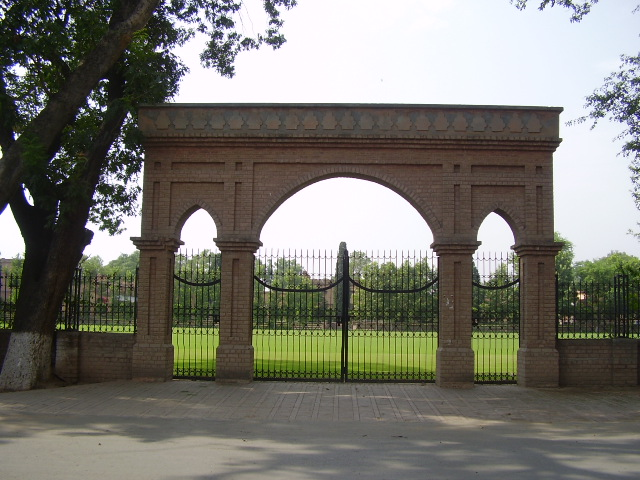
Porta d'un col·legi superior

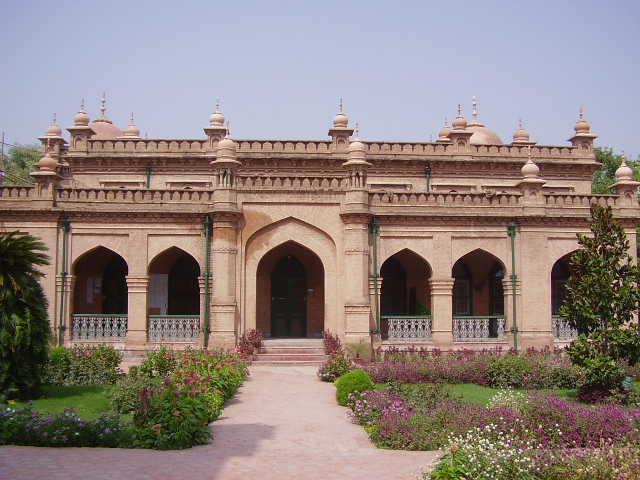
Administració d'una universitat

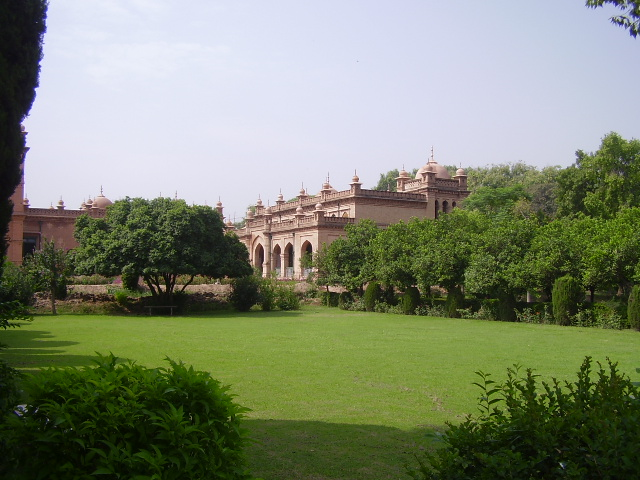
Jardí d'una universitat

La principal és la Universitat de Peshawar fundada el 1950. No obstant hi ha un nombre exagerat d'institucions universitàries i col·legis de grau superior:
- City University of Science and Information Technology
- Institute of Computer and Management Sciences (ICMS)
- NWFP Agricultural University
- Institute of Management Studies
- University of Engineering and Technology (NWFP)
- NU-FAST Peshawar Campus
- Iqra University (Peshawar Campus)
- Cecos University
- Gandhara University
- City University of Science & Technology
- Abaysen University.
- Preston University of Science and Technology
- Sarhad University of Science and Information Technology
- Northern University Nowshera
- Qurtabah University of Science and Technology
- Virtual University of Pakistan
- Abasyn University
- Khyber Medical University
- Institute of Management Sciences
- Agriculture University of Peshawar
- University of Engineering & Technology (U.E.T.)
- National University of Computer and Emerging Sciences (FAST-NU), (Peshawar Campus)
- Islamia College Peshawar (1913)
- Gandhara University
- Iqra University
- Institute of Management Studies
- ICMS
- Oxfords College University Town Peshawar
- City University Of Science & Technology
- Institute of Business & Management Sciences
- CECOS
- Gandhara Medical College
- Sarhad University
- Ghulam IOshaq Khan Institute of Science & Technology, Topi, NWFP
- College of Aeronautical Engineering (CAE, NUST), Risalpur, NWFP
- Peshawar Medical College
- University of Peshawar
- Preston University
- Greenwich University
- PAC
- Government Frontier College Peshawar
- Jinnah College for Women
- Edwardes College Peshawar
- Government College Peshawar
- Superior Science College Wazirbagh Peshawar.
- Fazaia Degree College (PAF Degree College)
- St. Francis' High School
- University Public School (1964)
- University Model School
- Peshawar Model School
- Collegiate School Islamia College
- Oxfords College School University Town Peshawar
- Peshawar Public School and College
- The Convent High School
- Army Public School
- BeaconHouse School System
- The City School
- The Educators
- The Roots School
- American International School
- I.L.M
- The Smart School
- Qadeems Educational System
- Iqra School
- daffodils Kindergarten (Hayatabad Town)
- Frontier Model School
- Peshawar Grammar School
- Lahore Grammar School (Peshawar Campus)
- Saint Mary's High School
- Forward Model School
- Forward Public School
- Muslim Public School
- Quaid Public School
- Shaheen Public School
- New Cambridge School
- comprehensive
- Elizabeth School for girls
- Quaid-e-azam degree college of commerce &science

## Llocs interessants

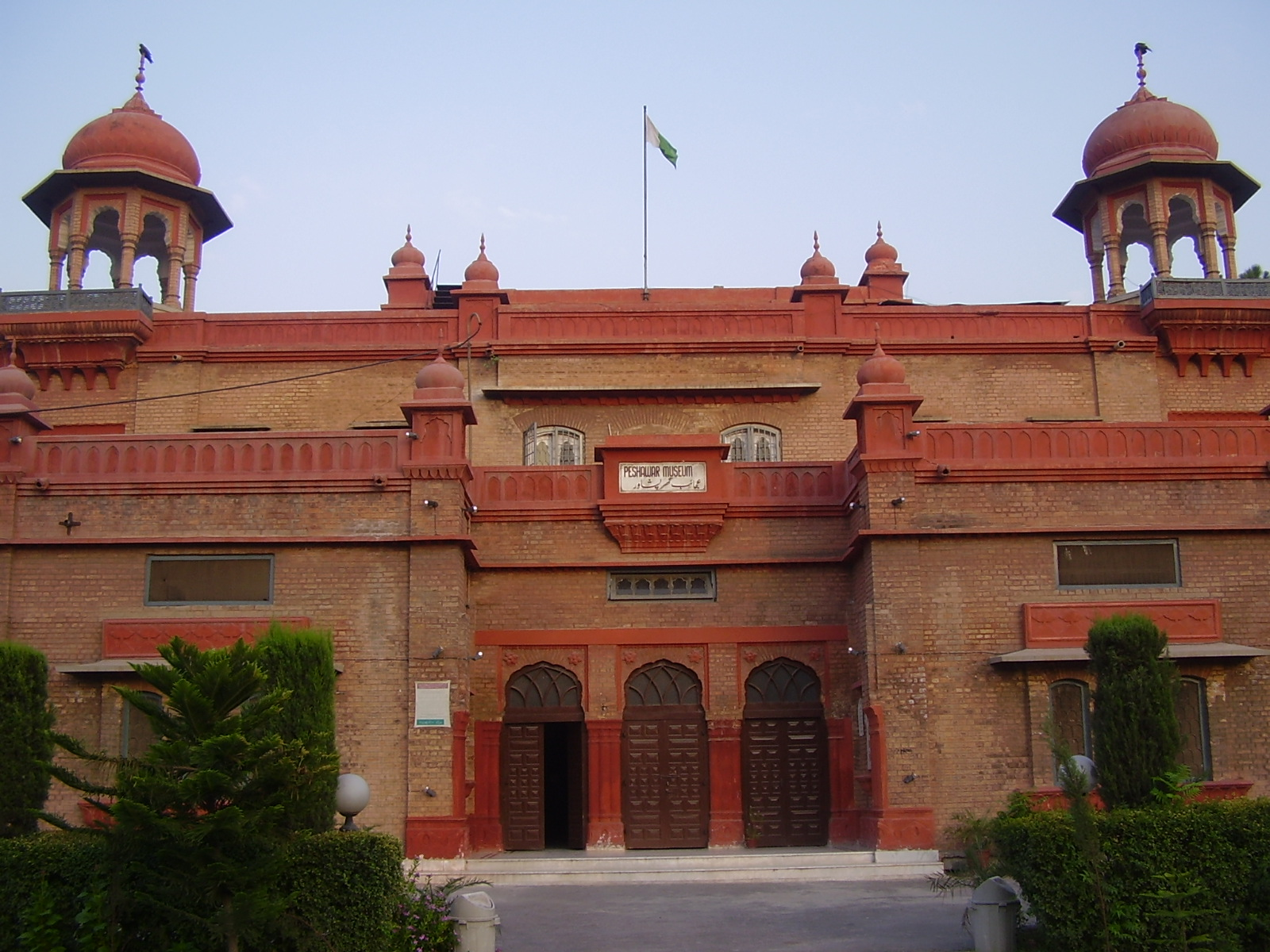
Museu

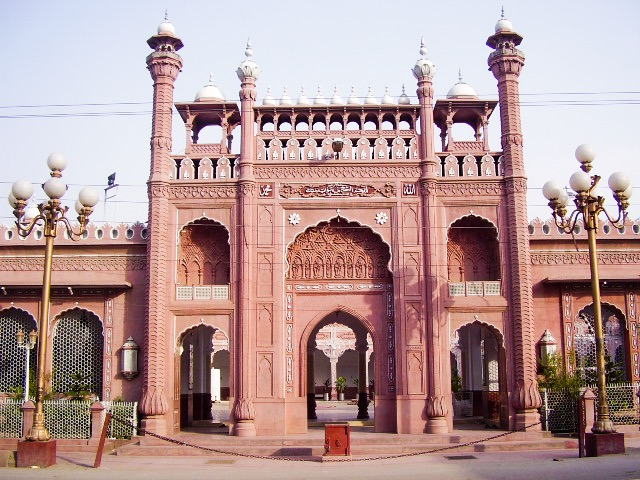
Edifici

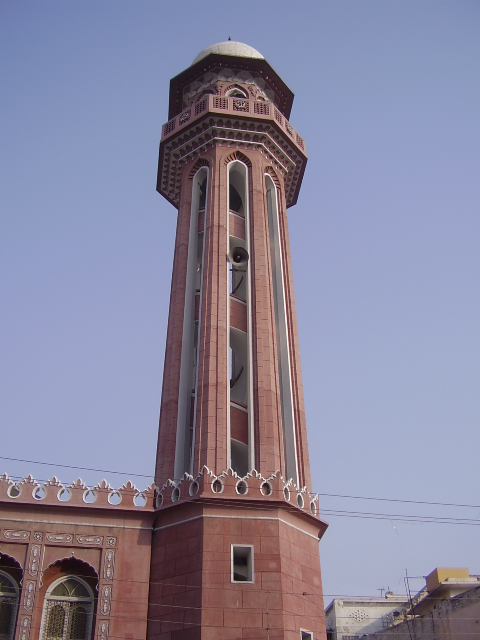
Torre

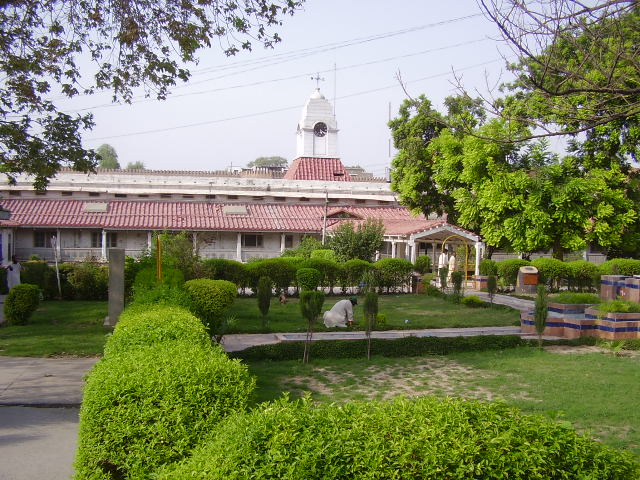
Hospital

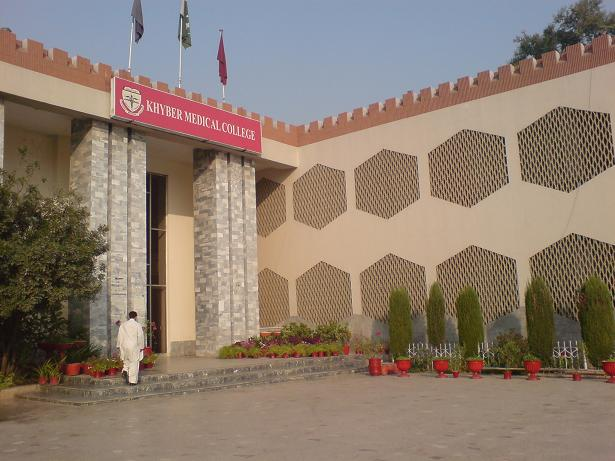
Khyber Medical College

- Les 16 portes (Bijouri, Kabuli, Aasamai, Kutcheri, Rampura, Hasht Nagri, Toot, Kohati, Sirki, Thandi Khoi, Barzaqan, Ganj, Ramdas, Dabgari, i Lahore)
- Qissa Khawani Bazaar
- Mercat del Coure
- Chowk Yadgar
- Andarsheher Bazaar
- Casa del governador
- Mattani
- Deans Trade Center
- Peshawar Garrison Club
- Aviator's Station
- Danish Abad i Board Bazaar
- Hayatabad
- Kotla Mohsin Khan
- Residència del poeta Mazullah Khan
- Tombes Durranis
- Sethi Mohallah
- Garhi Qamardin
- Palosi (poble subdivisit en Piran, Attozai, Maghdarzai i Turlazai)
- Fort Bala Hisar
- Burj Hari Singh (restes)
- Pont de Bara de 1629
- Chowk Yadgar
- Cunningham clock tower de 1900 (anomenada Ghanta Ghar)
- Avitabile's Pavilion
- Edwardes School, fou la residència de Yar Mohammad Khan, darrer governador Durrani
- Gor Khuttree (antic lloc budista)
- Quarter Syed Ahmad Shaheed del governador Avitabile
- Pashto Academy (antiga universitat budista)
- Shah Ji Ki Dheri (lloc d0un monestir budista de Kanishka)
- Panch Tirath, lloc hindú avui un parc
- Gurudwara a Jogan Shah
- Tomba de Sheikh Imamuddin a Palosi Piran.
- Tomba de Rahman Baba (+ 1706)
- Tomba d'Akhund Darweza (+ 1638)
- Tomba de Sheikh Sultan Baba
- Mausoleu de Nawab Sayed Khan
- Ziarat d'Ashab Baba
- Burj-e-Roshnai
- Army Stadium
- Cunningham Park/Jinnah Park
- Wazir Bagh, parc
- Ali Mardan Khan, jardins
- Shahi Bagh, terrenys d'esport
- Garrison Park
- Tatara Park
- Mesquita Mohabbat Khan
- Mesquita Ganj Ali Khan
- Mesquita Qasim Ali Khan
- Mesquita Sonehri Masjid
- Mesquita Zarghooni
- Mesquita Bilal Masjid Shami Road
- Museu de Peshawar (Victoria Memorial Hall)[2]
- Museu de l'Agha Khan
- Mercat Ishlal (Deh Bahadar Kohat Road Peshawar)
- Gul Haji Plaza (mercat)
- Qissa Khawani Bazaar
- Mercat Karkhano
- Deans Trade Centre
- Jans Arcade (mercat)
- Imperial Stores (magatzems comercials)
- City Towers (mall)
- Jawad Towers (mall)
- Town Towers (mall)
- Saddar Bazar
- Mall Towers
- Carretera de la University (comercial)

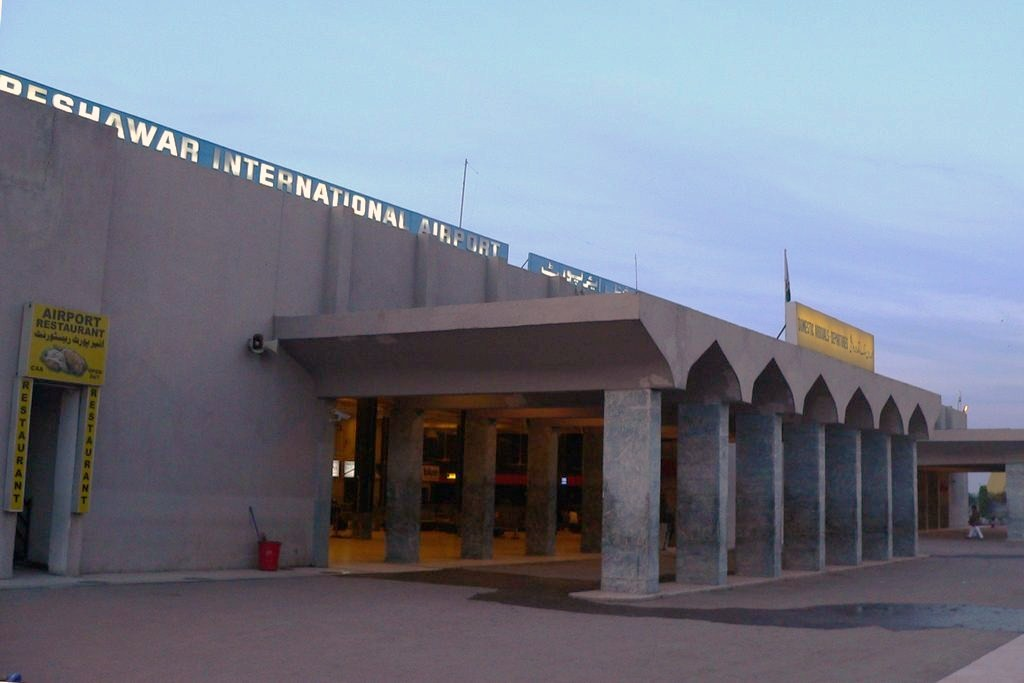
Aeroport

- Pearl Continental Hotel
- Khan Klub (hotel)
- Grand Hotel
- Marhaba Hotel
- Hidayat Hotel
- North West Heritage Hotel
- Masooms Cafe
- Cafe De'Viento
- Cafe De'Milan
- Namak Mandi
- Charsi Tikka Shop

## Aeroport
El Peshawar International Airport serveix per a la ciutat i província com a principal aeroport a la regió.

## Història
A la regió vivien tribus indoiranianes i grups d'origen elamo-dravídic abans de la colonització ària. Va tenir contactes amb la civilització d'Harappa (especialment la vall de Kabul) 
La ciutat de Pushkalwati, fundada per Pushkal, fill de Bharata, segons el Ramayana, hauria existit abans dels aris. Després fou la capital de Gandhara. La ciutat que després fou Peshawar fou fundada amb el nom de Purushapura pels kushans probablement al segle I aC dels quals el seu rei Kadfises va expulsar els indoparts (els successors del gran rei Gondofares); va substituir a Pushkalwati (La grega Peukalaotis o Peukeles), identificada amb la moderna Hashtnagar o Charsadda, com a capital de Gandhara.
Com a mínim sota el rei Kanishka I (que va regnar fins vers el 127) fou capital de l'imperi. Kanishka va construir una gran stupa budista, la més gran del món al seu temps, on va allotjar algunes relíquies de Buda, i que estava situada just a una de les portes de la futura Peshawar.
La ciutat i l'stupa la descriuen Faxian (Fa Hian) i Xuanzang (Hiuen Tsiang) als segles V i VII. Sembla que a la ciutat no hi va haver pobladors paixtus abans del segle VIII però l'afer és debatut (alguns els identifiquen amb els paktyes d'Heròdot). Al segle VII la població encara era índia segons les evidències epigràfiques i la zona de Peshawar, Hashtnagar i la plana després anomenada d'Ysusufzai estava en mans de sobirans indoescites o turcs; llavors foren succeïts pels anomenats hindushàhides de Kabul o Ohind; el territori va fluctuar entre els regnes hindús de l'est i els regnes afganesos, en aquest temps encara no convertits a l'islam; els paixtus es van establir al sud del riu Kabul amb ajut dels ghakkars de la regió d'Hazara però els hindús o hinduitzats continuaven retenint Peshawar i les planes de Hashtnagar i Yusafzai.
El 978 Jaipal, raja hindushàhida de Lahore, va avançar des de Peshawar per atacar a Abu Mansur Sebuktegin, governador turc de Khorasan pels prínceps samànides però es va retirar després d'acordar la pau; nou anys més tard Jaipal fou derrotat i Sebuktegin va prendre possessió de Peshawar on va deixar una guarnició de deu mil cavallers; a la seva mort el 997, i després d'un breu regnat del fill Ismail, l'altre fill Mahmud, cap de l'exèrcit, va agafar el poder i la dependència nominal envers els samànides va desaparèixer; va agafar el títol equivalent al de sultà el 999. Mahmud va lluitar a la vall de Peshawar (1006) i va convertir als habitants a l'islam; després va lluitar contra Anand Pal (fill de Jaipal) el darrer campió hindú al que va derrotar a la plana de Chach a Rawalpindi i el va fer fugir cap a Caixmir. Després d'això Peshawar va esdevenir la seva base principal per posteriors invasions; Anand Pal encara va poder organitzar una resistència i sembla que fou ell el que es va enfrontar a Mahmud a Bhattinda a la vora de l'Indus on va ser derrotat per darrera vegada. Durant un segle i mig va restar província de l'imperi gaznèvida i quan aquest imperi es va estendre a Lahore, Peshawar fou una estació d'importància estratègica entre Gazni i Lahore. Fins al començament del segle xiii la ciutat s'esmenta com a Farshor.
Després de pertànyer als gaznèvides fins al 1181 i als gúrides fins al començament del segle xiii, el 1221 la tribu local dels dilazaks es va sotmetre als mongols de Genguis Kan sobirania que va continuar nominalment dos segles. Els dilazaks es van aliar als shalmanis (tadjiks feudataris del príncep de Swat) i van conservar el control.
Al final del segle xv els paixtus khakhai sorgits d'un cos actiu en temps de Tamerlà i que havien servit al seu descendent Ulugh Beg, foren expulsats per aquest de Kabul i van emigrar cap a Peshawar dividits en tres clans, els yusufzais, els gigianis i els muliammadzai, i van ser autoritzats pels dilazaks a establir-se al territori part del qual estava buit. Aviat els nous vinguts es van enfrontar als seus hostes i els van expulsar cap al districte d'Hazara; llavors el gigianis es van establir a la fèrtil terra de la confluència entre el Swat i el Kabul; els muhammadzais van ocupar Hashtnagar; i els yusafzais es van quedar amb la plana al nord que encara porta el seu nom. El territori ha restat així fins a temps moderns; les tribus van romandre independents.
El 1519 el mogol Baber, que havia utilitzat el pas de Khaibar en incursions prèvies, va aliar als dilazaks i va dominar a les tribus paixtús. Va fundar una fortalesa a Peshawar llavors anomenada com a Begram. Però els dilazaks es van fer independents i poc abans de la mort de Baber el 1530 van gosar a destruir la fortalesa timúrida a Peshawar. Durant el conflicte entre Humayun i Sher Shah Suri i els seus successors (1540-1555) hi va haver diverses alternatives. El 1555 els ghorai khel (les tribus paixtus) es van aliar als khakhai khel i units van derrotar els dilazaks i els van expulsar a l'altre costat de l'Indus. Després, ja amb Akbar al tron, Peshawar fou part de l'Imperi Mogol i va continuar en mans de les esmentades tribus paixtus. El nom de Peshawar li'l va donar Akbar i vol dir "Ciutat de Frontera" en persa (abans se l'havia anomenat ciutat de les flors o ciutat del gra)

Mapa

El 1738 va passar a Nadir Shah de Pèrsia i el 1747 va passar als afganesos abdalis (durrani). El 1823 fou dominada temporalment pels sikhs que la van abandonar però el 1834 s'hi van establir i hi van nomenar un governador. El 1848 va passar als britànics, que el 1849 van annexionar-se el Panjab del que va passar a formar part. La municipalitat es va establir el 1867. La línia Durand establerta el 1893 entre els dominis britànics i l'emirat de l'Afganistan, va dividir els paixtus un costat i a l'altre de la demarcació. El 1902 es va crear la Província de la Frontera del Nord-oest de la que Peshawar fou declarada capital.
Quan va arribar la independència el 1947 la província va quedar dins el Pakistan tot i que molts paixtus volien formar el Paixtunistan i unir-se als seus compatriotes de l'Afganistan (Vegeu Paixtunistan). El 1979 quan els soviètics van anar en ajut del govern de l'Afganistan, on les forces comunistes havien enderrocat al govern conservador i volien eliminar el feudalisme i el clericalisme, la zona va servir de refugi per refugiats i terroristes que lluitaven contra els soviètics. La Unió Soviètica es van retirar el 1990 i el 1992, sense ajut extern als comunistes, les forces integristes, amb un suport massiu americà i dels serveis secrets pakistanesos, van aconseguir prendre el poder a Kabul. Molts refugiats van restar a la ciutat de Peshawar o a l'entorn, ja que la situació a l'altre costat de la frontera va ser sempre de guerra; els talibans van dominar la situació i el 2001 els americans van intervenir per instal·lar un govern lleial; la resistència paixtú al domini americà ha convertit Peshawar en una de les ciutats més perilloses del món amb freqüents cotxes-bomba dels talibans i al-Qaeda, o dels serveis secrets pakistanesos o americans (responsabilitzant a al-Qaeda) per treure suport popular a Osama bin Laden que entre els paixtus gaudeix de gran predicament.

## Galeria d'imatges

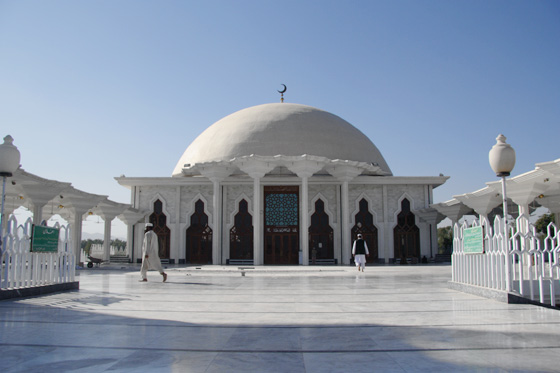
Mesquita
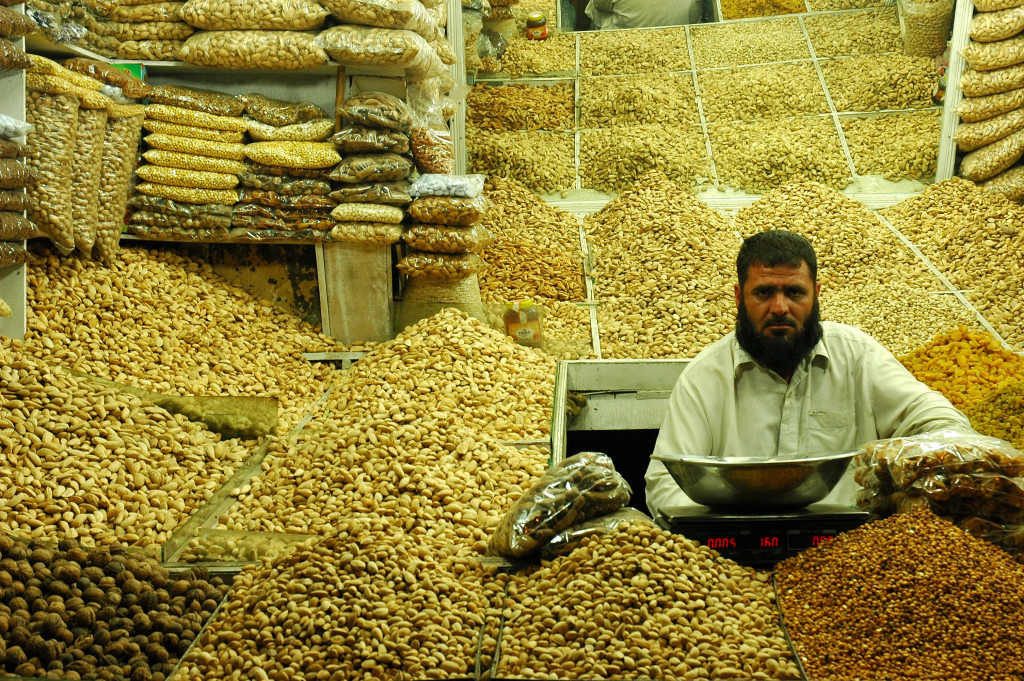
Un mercat a Peshawar